# جوزيف بوسيبال
جوزيف بوسيبال (بالألمانية: Josef Posipal)‏ (مواليد 20 يونيو 1927) هو لاعب كرة قدم. يلعب مع منتخب ألمانيا الغربية لكرة القدم. سبق له أن لعب في كأس العالم لكرة القدم مع منتخب بلاده.

## روابط خارجية
- جوزيف بوسيبال على موقع الاتحاد الدولي (مؤرشف)  (الإنجليزية)
- جوزيف بوسيبال على موقع قاعدة بيانات كرة القدم.إي يو (الإنجليزية)
- جوزيف بوسيبال على موقع بيانات كرة القدم. دي إي (الألمانية)
- جوزيف بوسيبال على موقع ناشيونال فوتبول تيمز (الإنجليزية)
- جوزيف بوسيبال على موقع عالم كرة القدم.نت (الإنجليزية)